# 李先芳 (嘉靖進士)
李先芳（1511年7月17日—1594年8月11日），字伯承，號北山，山東東昌府濮州（今属河南范縣）軍籍湖廣荊州府監利縣人，明朝政治人物。

## 生平
嘉靖十年（1531年）辛卯科山東鄉試舉人，六上春宮不中，嘉靖二十六年（1547年）丁未科進士。大理寺觀政，官江西新喻縣知縣。升户部主事，改刑部，官至尚寶司丞，晋少卿。贬亳州同知，遷寧國府同知。

## 著作
與臨清謝榛、歷城李攀龍、孝豐吳維嶽等結詩社。著有《東岱山房稿》三十卷。

## 家族
曾祖李原忠；祖父李海；父李鑑，母劉氏。弟春芳（生员）、仲升（举人）、同芳、季登，俱生员。